# Дурусу (озеро)
Дурусу (тур. Durugöl, Durusu Gölü), также Теркоз (Теркос, Terkos Gölü) — озеро в Турции, расположенное в 45 км к северо-западу от города Стамбул. Максимальная глубина — 11 м. Ширина 1—2 км. Площадь зеркала — 30,4 км². В озере водится не менее 27 видов рыб.
Сток в Чёрное море по реке Богаз. Устье Богаза — так называемый Ложный Босфор, который можно было принять за узкое устье настоящего пролива Босфор.
В махалле Дурусу находится водонапорная станция, которая снабжает пресной водой из озера Дурусу часть домов Стамбула (кварталы Стамбул и Бейоглу).

## История
Береговая линия озера сильно эволюционировала за последние 1000 лет и продолжает изменяться. Дурусу изначально представлял собой залив, расположенный в стратегически важном месте Восточной Фракии. Район Теркоса был одним из последних владений угасающей Византии. В заливе также, время от времени, укрывались генуэзские пираты, о чём свидетельствуют остатки крепости. Но наносы рек и морские течения привели к намыву песчаной косы в устье реки Дурусу. В 1855 году французские инженеры предложили превратить лиман в озеро и использовать его воду для населения растущего Стамбула.
Прежде озеро называлось Деркос. Турецкую крепость Теркос и озеро Деркос посещал османский путешественник XVII века Эвлия Челеби.

## Современность
В Османской империи имелся округ Дурусу, расположенный вокруг озера.
В 1971 году для ограничения поступления солёной воды из моря в солоноватый лиман, который фактически превратился в основной источник воды для населения Стамбула, вдоль берега моря была возведена, так называемая, Теркосская дамба, позволившая зарегулировать сток. Современный уровень воды в озере варьирует в пределах от +4,5 до −1 м по отношению к уровню Чёрного моря. Площадь зеркала увеличилась с 25 до 30,4 км² (макс.). Берега озера окружают леса. Рядом расположен посёлок Дурусу — место отдыха горожан летом. За последние десятилетия в озере сложилась пресноводные флора и фауна, которой угрожает постепенный размыв песчаной косы. При наличии разрешения, в водах озера можно ловить рыбу и охотиться на гусей.
Предполагается, что маршрут Стамбульского канала, который соединит Чёрное и Мраморное моря, пройдёт через озеро Дурусу.